# Jean-Claude Cornu (homme politique suisse)
Pour les articles homonymes, voir Jean-Claude Cornu et Cornu.
Jean-Claude Cornu, né le 1er avril 1956 à Billens (originaire de Romont), est une personnalité politique suisse, membre du Parti libéral-radical (PLR). Il est député du canton de Fribourg au Conseil des États de décembre 1999 à novembre 2003. 

## Biographie
Jean-Claude Cornu naît le 1er avril 1956 à Billens, dans le district fribourgeois de la Glâne. Il est originaire de Romont, chef-lieu du même district. 
Il est titulaire d'une licence en droit et d'un brevet d'avocat. Il complète sa formation à Londres et en Louisiane. Il exerce la profession d'avocat de 1982 à 1994. 
En mai 2010, le Conseil d'État fribourgeois le nomme directeur de l'Établissement cantonal d'assurance des bâtiments. 
Il est marié et père de deux enfants. Il habite Romont. 

## Parcours politique
Préfet de la Glâne de 1994 à 2010, il est élu de justesse au premier tour en octobre 1999 au Conseil des États aux côtés d'Anton Cottier, prenant la place du sortant socialiste Pierre Aeby grâce à l'alliance de son parti avec le Parti démocrate-chrétien,. Il siège au sein de la Commission de l'économie et des redevances (CER), de la Commission des institutions politiques (CIP), de la Commission de politique extérieure (CPE) et de la Commission judiciaire (CJ). 
Candidat à sa succession, il échoue au second tour le 9 novembre 2003 contre le socialiste Alain Berset. En 2006, il est candidat au Conseil d'État fribourgeois mais échoue de peu à décrocher un siège. En 2007, il se présente à nouveau pour le Conseil des États, aux côtés du démocrate-chrétien Urs Schwaller, et pour le Conseil national, mais il n'est élu ni à la Chambre haute (il retire sa candidature à l'issue du premier tour) ni à la Chambre basse. 
En mars 2021, il est élu au Conseil communal (exécutif) de Romont. Candidat ayant obtenu le plus grand nombre de voix, il est désigné syndic par le collège en avril 2021,. 